# Ruthenium-97
Ruthenium-97 of 97Ru is een onstabiele radioactieve isotoop van ruthenium, een overgangsmetaal. De isotoop komt van nature niet op Aarde voor.
Ruthenium-97 ontstaat onder meer bij het radioactief verval van rodium-97.

## Radioactief verval
Ruthenium-97 vervalt door β+-verval naar de radio-isotoop technetium-97:
{\displaystyle {\ce {{^{97}_{44}Ru}->{^{97}_{43}Tc}+{e^{+}}+{\nu }_{e}}}}
De halveringstijd bedraagt 2,9 dagen.
85Ru · 86Ru · 87Ru · 88Ru · 89Ru · 90Ru · 91Ru · 91mRu · 92Ru · 93Ru · 93m1Ru · 93m2Ru · 94Ru · 94mRu · 95Ru · 96Ru · 97Ru · 98Ru · 99Ru · 100Ru · 101Ru · 101mRu · 102Ru · 103Ru · 103mRu · 104Ru · 105Ru · 106Ru · 107Ru · 108Ru · 109Ru · 110Ru · 111Ru · 112Ru · 113Ru · 113mRu · 114Ru · 115Ru · 116Ru · 117Ru · 118Ru · 119Ru · 120Ru · 121Ru · 122Ru · 123Ru · 124Ru